# Phare du Monde
Phare du Monde − nigdy niezbudowana betonowa wieża o wysokości 700 metrów zaprojektowana przez francuskiego inżyniera Eugene'a Freysinneta na Wystawę Światową w Paryżu w 1937 roku jako jej centralny element. Na szczycie wieży znaleźć się miały restauracja, hotel i solarium. Charakterystycznym elementem konstrukcji była spiralna droga oplatająca konstrukcję, po której według projektu można było wjechać samochodem i zaparkować go w garażu przystosowanym do postoju 400 lub 500 aut, który miał znajdować się na poziomie 500 metrów nad ziemią. Według projektanta szacunkowy koszt budowy Phare du Monde miał wynieść 2,5 mln dolarów amerykańskich (42 mln w cenach z początku XXI wieku), a według władz miasta 25 mln (420 mln). Nazwa budowli została zaczerpnięta z powieści Juliusza Verne „Latarnia na końcu świata”.